# Bombardamentul Alkhanli
Bombardamentul Alkhanli sau tragedia Alkhanli (azeră Alxanlı faciəsi) a fost bombardarea unei case din satul Alkhanli din districtul Fuzuli din Azerbaidjan de către Forțele Armate ale Armeniei cu artilerie de 82 mm și 120 mm la 4 iulie 2017. Drept urmare Din cauza bombardamentelor, Sahiba Guliyeva, civila azeră în vârstă de 51 de ani, și nepoata ei de 18 luni, Zahra Guliyeva, au fost uciși. În plus, o altă femeie, Sarvinaz Guliyeva, în vârstă de 52 de ani, a fost grav rănită, dar a supraviețuit incidentului.

## Reacții
Ambele părți s-au acuzat reciproc de încălcarea încetării focului. Ministrul armean de externe Shavarsh Kocharyan a susținut că Azerbaidjanul este responsabil pentru toate victimele din cauza "provocărilor militare continue împotriva Karabakhului de Sus". Autoritățile locale din autoproclamata Republică Nagorno-Karabah au susținut că Azerbaidjanul a tras din pozițiile din apropierea clădirilor rezidențiale din Alkhanli. Purtătorul de cuvânt al Ministerului Apărării din Azerbaidjan, Vagif Dargahli, a negat aceste afirmații și a declarat că în Alkhanli nu existau sediu militar sau posturi de tragere în momentul bombardamentului. Pe 6 iulie 2017, autoritățile locale și de stat azere au organizat o vizită a atașaților militari străini acreditați în Azerbaidjan și a reprezentanților presei străine la Alkhanli. Ministerul Afacerilor Externe al Turciei și ambasadorul Iranului în Azerbaidjan, precum și parlamentarii Regatului Unit și Rusiei, au condamnat partea armeană pentru lansarea de atacuri împotriva populației civile.